# Cyclidia dictyaria
Cyclidia dictyaria är en fjärilsart som beskrevs av Swinhoe 1899. Cyclidia dictyaria ingår i släktet Cyclidia och familjen sikelvingar. Inga underarter finns listade i Catalogue of Life.